# Màcula del sàcul

Esquema del laberint membranós, amb dos seccions: d'un conducte semicircular i de part de la còclea:
1: Perilimfa, 2: Endolimfa.
3: Conductes semicirculars.
8: Vestíbul: 9: Òrgans amb otòlits, 10: Utricle, 11: Sàcul, 12: Màcules: de l'utricle i del sàcul. 13: Conducte endolimfàtic, 14: Finestra oval, 15: Finestra rodona, 16: Conducte perilimfàtic.
17: Còclea

La màcula del sàcul és la màcula vestibular situada verticalment a la paret medial del sàcul.
Dona informació sobre l'acceleració vertical (per exemple, quan en un ascensor).